# مملكة القوط الشرقيين
تأسست مملكة القوط الشرقيين، رسميًا مملكة إيطاليا، من قبل القوط الشرقيين الجرمانيين في إيطاليا والمناطق المجاورة منذ عام 493 وحتى عام 553.
في إيطاليا، قتل القوط الشرقيون بقيادة ثيودوريك العظيم أودواكر، وهو جندي جرماني، وزعيم سابق لفيوديراتي في شمال إيطاليا، والحاكم الفعلي لإيطاليا، الذي أطاح بآخر إمبراطور للإمبراطورية الرومانية الغربية، رومولوس أوغستولوس، في عام 476، وحل ثيودوريك مكان أودواكر. بلغت مملكة القوط الشرقيين ذروتها تحت حكم ملكها الأول ثيودوريك، وامتدت من فرنسا الحديثة في الغرب إلى صربيا الحديثة في الجنوب الشرقي. جرى الحفاظ على معظم المؤسسات الاجتماعية للإمبراطورية الرومانية الغربية المتأخرة خلال فترة حكمه. أطلق ثيودوريك على نفسه «ملك القوط والرومان»، مظهرًا رغبته في أن يكون قائدًا لكلا الشعبين.
بدءًا من عام 535، غزت الإمبراطورية الرومانية الشرقية (البيزنطية) إيطاليا تحت حكم جستينيان الأول. لم يتمكن الحاكم القوطي في ذلك الوقت، فيتيجيس، من الدفاع عن المملكة بنجاح وقُبِض عليه أخيرًا عندما سقطت العاصمة رافينا. احتشد القوط الشرقيون حول الزعيم الجديد، توتيلا، وتمكنوا إلى حد كبير من عكس الغزو، لكنهم هزموا في نهاية المطاف. كان تيا آخر ملوك مملكة القوط الشرقيين.

## نبذة تاريخية

### الخلفية

#### القوط الشرقيون
كان القوط الشرقيون الفرع الشرقي للقوط. وقد استقروا وأقاموا دولة قوية في داقية، ولكن خلال أواخر القرن الرابع، وقعوا تحت سيطرة الهون. بعد انهيار الإمبراطورية الهونية عام 454، استقرت أعدد كبيرة من القوط الشرقيين بأمر من الإمبراطور مارقيان في مقاطعة بانونيا الرومانية باسم فيوديراتي. على عكس معظم تشكيلات فيوديراتي الأخرى، لم ينضم القوط إلى هيكل وتقاليد الجيش الروماني ولكن احتفظوا بهوية قوية وتماسك خاص بهم. في عام 460 وفي عهد ليو الأول، بسبب توقف دفع المبالغ السنوية، دمروا إليريكم. أبرِم السلام في عام 461، إذ أرسِل الشاب ثيودوريك آمال، ابن تيودمير من الآمال، كرهينة إلى القسطنطينية، وهناك تلقى تعليمًا رومانيًا.
في السنوات السابقة، دخل عدد كبير من القوط، أولًا تحت حكم أسبار ثم تحت حكم ثيودوريك سترابو، الخدمة في الجيش الروماني وكانوا قوة سياسية وعسكرية كبيرة في بلاط القسطنطينية. شهدت الفترة منذ عام 477 وحتى عام 483 صراعًا معقدًا ثلاثيًا بين ثيودوريك الآمال، الذي خلف والده في عام 474، وثيودوريك سترابو، والإمبراطور الشرقي الجديد زينون. في هذا الصراع، تحولت التحالفات بانتظام، ودمرت أجزاء كبيرة من البلقان.
في النهاية، بعد وفاة سترابو عام 481، تصالح زينون مع ثيودوريك. جرى التنازل عن أجزاء من مويسيا وداسيا ريبينسيس إلى القوط، وسُمي ثيودوريك قائدًا للجنود وقنصلًا في العام 484. بالكاد بعد عام واحد، اختلف ثيودوريك وزينون، ومرة أخرى دمر القوط بقيادة ثيودوريك تراقيا. عندها لمعت فكرة في ذهن زينون ومستشاريه لضرب عصفورين بحجر واحد، وتوجيه ثيودوريك ضد جار آخر مزعزع للإمبراطورية- وهو مملكة أودواكر الإيطالية.

#### مملكة أودواكر (476-493)
في عام 476 انقلب أودواكر، زعيم الفيوديراتي في الغرب، ضد تمرد قائد الجنود أوريستيس، الذي سعى إلى الاعتراف بابنه رومولوس أوغستولوس كإمبراطور غربي بدلًا من الإمبراطور يوليوس نيبوس. تراجع أوريستيس عن وعد الأرض في إيطاليا لقوات أودواكر، وتعهد بضمان حيادهم في هجومه على نيبوس. بعد إعدام أوريستيس ووضع المغتصب المراهق في المنفى الداخلي، أعلن أودواكر الولاء الاسمي لنيبوس (حاليًا في دالماتيا) بينما عمل فعليًا بشكل مستقل، بعد أن رُفِع إلى رتبة البطارقة الروم من قبل زينون. احتفظ أودواكر بالنظام الإداري الروماني، وتعاون بنشاط مع مجلس الشيوخ الروماني، وكان حكمه فعالًا وناجحًا. وطرد الواندال من صقلية عام 477، وفي عام 480 احتل دالماتيا بعد مقتل يوليوس نيبوس.

### الغزو القوطي لإيطاليا (488-493)
جرى التوصل إلى اتفاق بين زينون وثيودوريك، ينص على أنه إذا انتصر ثيودوريك يحكم إيطاليا بصفته ممثلًا للإمبراطور. انطلق ثيودوريك مع شعبه من مويسيا في خريف عام 488، ومر عبر دالماتيا وجبال الألب الجوليانية إلى إيطاليا في أواخر أغسطس عام 489. المواجهة الأولى مع جيش أودواكر كانت في نهر إيسونزو (معركة إيسونزو) في 28 أغسطس. وهزم أودواكر وانسحب إلى فيرونا، حيث دارت معركة أخرى بعد شهر، ما أدى إلى انتصار دموي ولكنه ساحق للقوط.
فر أودواكر إلى عاصمته رافينا، في حين استسلم الجزء الأكبر من جيشه بقيادة توفا للقوط. ثم أرسل ثيودوريك توفا ورجاله ضد أودواكر، لكنه غير ولائه مرة أخرى وعاد إلى أودواكر. في عام 490 تمكن أودواكر من شن حملة ضد ثيودوريك، وأخذ ميلانو، وكريمونا، وحاصر القاعدة القوطية الرئيسية في تيسينوم (بافيا). لكن في ذلك الوقت تدخل القوط الغربيون، ورُفِع الحصار عن تيسينوم، وهزِم أودواكر بشكل حاسم في نهر أدا في 11 أغسطس عام 490. هرب أودواكر مرة أخرى إلى رافينا، في حين أعلن مجلس الشيوخ والعديد من المدن الإيطالية أنها لثيودوريك.

#### ثيودوريك يقتل أودواكر (493)
تحول القوط إلى محاصرة رافينا، ولكن نظرًا لافتقارهم إلى أسطول، وإمكانية إمداد المدينة عن طريق البحر، كان من الممكن أن يستمر الحصار إلى ما لا نهاية تقريبًا، على الرغم من الحرمان. لم يتمكن ثيودوريك حتى عام 492 من شراء أسطول والاستيلاء على موانئ رافينا، وبالتالي قطِع الاتصال تمامًا مع العالم الخارجي. ظهرت آثار ذلك بعد ستة أشهر، عندما بدأت المفاوضات بين الطرفين، بوساطة أسقف المدينة.
توصل الطرفان إلى اتفاق في 25 فبراير عام 493، نص على تقسيم إيطاليا بينهما. نُظِمت مأدبة للاحتفال بهذه المعاهدة. في هذه المأدبة وفي 15 مارس، قتل ثيودوريك أودواكر بيديه بعد أن شرب نخبًا. تبع ذلك مذبحة عامة لجنود وأنصار أودواكر. أصبح ثيودوريك وأتباعه القوط أسياد إيطاليا.

### عهد ثيودوريك العظيم (493-526)

#### حكم ثيودوريك
كان ثيودوريك مثل أودواكر ظاهريًا من البطارقة الروم وخاضعًا للإمبراطور في القسطنطينية، وتصرف بصفته نائبًا لملك إيطاليا، وهو منصب اعترف به الإمبراطور الجديد أناستاسيوس في عام 497. في الوقت نفسه لم يكن الشعب من المواطنين الرومانيين لكنه كان ملكًا عليهم. في الواقع، عمل كحاكم مستقل، على الرغم من أنه على خلاف مع أودواكر، فقد حافظ بدقة على الأشكال الخارجية لوضع التبعية.
جرى الاحتفاظ بالآلية الإدارية لمملكة أودواكر، وهي في جوهرها آلية تابعة للإمبراطورية السابقة، واستمر العمل بها حصريًا من قبل الرومان، مثل كاسيودوروس المثقف والواضح. واستمر مجلس الشيوخ في العمل بشكل طبيعي وجرى التشاور معه بشأن التعيينات المدنية، وبقيت قوانين الإمبراطورية معترف بها باعتبارها تحكم السكان الرومان، على الرغم من حكم القوط بموجب قوانينهم التقليدية الخاصة. والواقع أن ثيودوريك، بوصفه حاكمًا تابعًا، لم يملك الحق في إصدار قوانينه الخاصة في نظام القانون الروماني، بل كانت مجرد مراسيم أو توضيحات بشأن تفاصيل معينة.
تجلى استمرار الإدارة في حقيقة أن العديد من كبار وزراء أودواكر، مثل ليبيريوس والحكيم كاسيودوروس، احتفظوا في المناصب العليا للمملكة الجديدة. بدأ التعاون الوثيق بين ثيودوريك والنخبة الرومانية عند الانهيار في السنوات الأخيرة، خاصة بعد علاج الخلاف الكنسي بين روما وقسطنطينية، وتآمر كبار أعضاء مجلس الشيوخ مع الإمبراطور. وأسفر ذلك عن اعتقال وإعدام بوثيوس وهو ماجيستر أوفيسيوروم، أي رئيس جميع خدمات المحكمة والحكومة، وحماه شيماسوس في عام 524.
من ناحية أخرى، ظل الجيش وجميع المكاتب العسكرية مقتصرة على القوط. استقر القوط في الغالب في شمال إيطاليا، وأبقوا أنفسهم بعيدين إلى حد كبير عن السكان الرومان، وهو اتجاه عززته دياناتهم المختلفة، فقد كان القوط في الغالب من الأريوسيين، بينما كان الناس الذين حكموهم يتبعون المسيحية الخلقيدونية. ومع ذلك، وعلى عكس القوط الغربيين أو الواندال، كان هناك تسامح ديني كبير، والذي امتد أيضًا إلى اليهود.
أعرب ثيودوريك بوضوح عن رأيه في رسائله إلى يهود جنوة: «إن العلامة الحقيقية للكياسة هي مراعاة القانون. هذا هو ما يجعل الحياة في المجتمعات ممكنة، ويفصل الإنسان عن الحيوان. لذلك، يسرنا أن نوافق على طلبكم بتجديد جميع امتيازات بصيرة العصور القديمة الممنوحة للعادات اليهودية... ولا يمكننا أن نأمركم بدينٍ، لأنه لا يمكن إجبار أحد على إيمانٍ ضد إرادته».